# Muckensturm (Roman)
Muckensturm. Ein Jahr im Leben einer kleinen Stadt ist ein Roman über die Anfänge des Nationalsozialismus in einer deutschen Kleinstadt, den Paula Buber unter dem Pseudonym Georg Munk veröffentlicht hat. Er entstand 1938–1940, wurde aber erst nach dem Ende des Zweiten Weltkrieges gedruckt (1953). Eine Neuauflage, diesmal unter dem Namen Paula Buber, erschien 2008.

## Handlung
Ende Februar 1933 ist nach dem Reichstagsbrand ein KPD-Chef mit Mitarbeitern bei der Flucht auf die Hilfe des in dem Städtchen Muckensturm am Höhenweg lebenden Professors Georg Wismar angewiesen, der von der jüdischen Religionsgemeinschaft als einer ihrer „deutlichsten Repräsentanten“ (S. 510) in Anspruch genommen wird. Der umtriebige Wachtmeister am Ort, der ihn für einen der „Weisen von Zion“ hält, hat bereits ein Augenmerk auf ihn, trotzdem riskiert Wismar die Unterstützung der Gesuchten.
Die NS-Partei wird vor der Reichstagswahl von ihrem jungen Ortsgruppenleiter angetrieben, ein Prinz, ein „Spross der Krone“ (S. 120), hat sich zu einer Werberede angekündigt, doch der Ort ist politisch schwarz und keine leichte Beute. Die Veranstaltung führt den neuen, promovierten Kreisleiter in die Stadt, der dem bisherigen Eindruck als „Vulgärpartei“ abhelfen will. Außerdem trifft aus der Landeshauptstadt ein Parteiintellektueller ein, der das Gespräch mit seinem Bruder sucht, einem Regierungsassessor, der religiöser Sozialist ist und der Meinung, dass ein Ziel nicht rein sein kann, das am Ende eines Weges steht, der „Sumpf und Blut“ (S. 130) war. Er sagt dem NS-begeisterten großen Bruder, er wisse, „dass eine Ordnung kommen muss, die alle Verhältnisse umschafft, aber nicht etwa ein Zwangssystem“ wie das der Gegner der NS von links oder das der NS, „eines so tödlich wie das andere, beide aus der kalten Spekulation des Hirns geboren und nicht aus der lebendigen Mitte des Herzens“ (S. 137). Genau diese „kalte Spekulation“ wird ihm von seinem Bruder ausgebreitet, der mehr zu wissen vermeint als die Durchschnitts-Parteigenossen und nach dem neuen Maßstab der Partei „Gut und Böse“ (S. 130) danach bestimmt haben will, wohin jene unterwegs ist.
Diese Unerbittlichkeit in Gedankengängen ist dem neuen Kreisleiter der braunen Partei fremd, wenn es um „platte Hetze“ (S. 376) geht, leidet er mitunter am eigenen Lager, aber er löscht derlei gern aus seinem Bewusstsein – zu oft. Denn ein mit Berlin in Verbindung stehender Siedler provoziert einen fatalen Ablauf der Geschehnisse, obendrein tut der Opportunismus das Seine hinzu, und die Gier einzelner Bürger. Des Regierungsassessors nie schweigender Gedanke: „Wie viel von dem als Wahrheit erkannten verwirklichst du im Lauf deines Tages?“ (S. 505), mag auch als Leitspruch der kleinen Gruppe stehen, die nach einem Jahr verborgen noch opponiert, während der Großteil sich von der braunen Partei hat einspannen lassen.

## Kritik
Einen Ansatzpunkt für Kritik liefert der Umstand, dass bei den rund 170 in die Handlung eingefügten Personen eine „Schwäche in der Ausbildung handlungsbestimmender Protagonisten“ sichtbar ist. Aufgewogen wird dies aber durch die Art, wie das Verweben der annähernd 30 größeren Handlungsstränge den Text zu einer Nachricht macht, in der „die historische Wirklichkeit umfassend geschildert“ wird.
Der Roman Muckensturm korrespondiert spürbar mit Martin Bubers Arbeit Die Frage an den Einzelnen. Es heißt darin: „Not tut, damit der Mensch nicht verloren gehe, die Wahrheitsverantwortung der Person in ihrer geschichtlichen Lage.“ Der Kreisleiter der NS-Partei ist in Paula Bubers Werk diejenige Gestalt, an der dieses Verlorengehen am nachdrücklichsten demonstriert wird.
„Wahrheitsverantwortung“ ist also das Kernthema des Romans, und entsprechend wird dem Anwurf an den christlichen Sozialisten, „Dein Mensch ist gut von Natur“ (S. 129), einfach jener Mensch, von dem man nicht viel zu erwarten hat, gegenübergestellt, „fragwürdig wie wir nun eben sind“ (S. 137), der aber, wenn er sich einlässt „auf Verantwortung; darauf also, eine Person mit einem Verhältnis zur Wahrheit zu werden“, fern ist vom Bild des „Raubtiers“, das Oswald Spengler bemüht hatte.
„Was ist Wahrheit?“, fragt Pilatus, der immer wieder Modell für die Figur des Kreisleiters der NS-Partei zu stehen scheint. Kein Zufall, denn Max Stirner war um 1847 ebenfalls mit dieser Frage beschäftigt in seinem Werk Der Einzige und sein Eigentum zu dem Standpunkt gelangt: „Für Mich gibt es keine Wahrheit, denn über Mich geht nichts!“ Eine Aussage, wie gemacht für den Nationalsozialismus, der kein geschlossenes Weltbild hatte, Passendes aufsaugte und daraus, so Buber, in seiner Gruppensprache ein „Wahr ist, was Unser ist“ machte. Hans Günter Helms ging 1966 so weit zu behaupten, es bereite „keine Schwierigkeiten, einen Katalog der Parallelstellen im ›Einzigen‹ und ›Mein Kampf‹ herzustellen“.
Der Fingerzeig im Roman findet sich, wenn der NS-Intellektuelle über die „Größen zweiten Grades“, die „Volkskönige“ meint, „niederreißen werden sie“ (S. 135), was bei Stirner so klingt: „Wo der Deutsche umreißt, […].“
Zwei weitere Einflussgrößen zusammen kommen mit Carl Schmitt und Friedrich Gogarten in jenem Satz zum Tragen: „Unser Gut und Böse bestimmt sich nach dem, wohin wir unterwegs sind.“ (S. 130) Dass das im Moralischen angesiedelte Gegensatzpaar „Gut und Böse“, wie von Carl Schmitt behauptet, im Politischen die Entsprechung „Freund und Feind“ habe, hält Martin Buber für einen Irrtum, denn die Freund-Feind-Formel entstamme „der Erschütterlichkeitssphäre der politischen Gebilde, nicht ihrer Zusammenhaltssphäre“. Nach dieser Formel werde zum „inneren Feind“ jeder Empörer, der doch nur für das „Infragegestelltsein der politischen Struktur“ sorge, das „Ringen um die Verwirklichung der wahren Ordnung“, „die Ordnungsdynamik des politischen Gebilds“. „Böse“ ist nach Martin Buber „der Wirbel der richtungslos kreisenden Möglichkeitskraft des Menschen“, aber „die wechselnde Richtung der Stunde auf Gott“ könne der Staat als solcher nicht vorgeben, nicht „die Grenze zwischen Mitmachen und Nichtmitmachen“.
Als eine Fassung des alten Polizeistaat-Begriffs sieht Martin Buber Friedrich Gogartens Satz, der Staat habe „seine ethische Qualität darin, dass er mit seiner Souveränität, mit seinem Recht über Leben und Eigentum seiner Untertanen, dem Bösen wehrt, dem die Menschen verfallen sind“. Die Abarbeitung Paula Bubers Roman: „Unser ist der Mensch. Er ist nicht gut, er ist nicht ausgerichtet, er weiß nicht wohin er will, […]. Wir setzen ihm ein Hirn ein, wir setzen ihm ein Herz ein, wir sagen ihm, wer er ist und wohin er will.“ (S. 129)
Eine Kritik des Romans Muckensturm speziell an dessen Kapitel 16 festzumachen, drängt sich auf, da darin die Verflochtenheit mit Martin Bubers Werk offensichtlich wird. Wer ihn für Verhaltensweisen in der NS-Zeit kritisieren will, muss angesichts des arbeitsteiligen Vorgehens gegenüber den Nazis den Anteil seiner Ehefrau Paula Buber miteinbeziehen – trotz des immer betonten Bestrebens um Eigenständigkeit durch Verwendung eines Pseudonyms. Skepsis, wie jene von Haim Gordon, Martin Buber habe trotz bekannter Gräuel noch 1942 in einer Arbeit die bolschewistische Ausprägung des Totalitarismus für besser befunden als den Nationalsozialismus, läuft dann ins Leere. Im Roman („…, aber nicht etwa ein Zwangssystem, wie das eurer Gegner von links oder wie das eure, eines so tödlich wie das andere, …“ / S. 137) schlägt sich die gerade gemachte Erfahrung nieder, als Bubers Schwiegertochter Margarete Buber-Neumann 1937 im Moskauer Hotel Lux festgehalten wurde, deren Schwester von Paris aus um ein Ausreisevisum kämpfte und auch Paula Bubers Mithilfe erfolglos blieb.

## Muckensturm als Schlüsselroman
Dem Gedanken Thomas Manns folgend, ein Dichter eigne sich Äußerlichkeiten einer Person an, vertiefe sie mit ihr fremden Zügen und lasse sie durch dem Original fern liegende Situationen gehen, kann der Roman nicht als „Abbild des historischen Heppenheims zu Beginn der NS-Herrschaft“ betrachtet werden und ebenso nicht als Schlüsselroman. Das fiktive Muckensturm an der Höhenstraße hat aber viel der Topografie von Heppenheim an der Bergstraße. Die Bezüge auf einige Personen sind im Roman teils recht deutlich, teils aber auch versteckt.
Die Gestalt des Professors Georg Wismar spielt offenbar auf Martin Buber an. Er selbst reklamiert 1953 in einem Brief an den Verleger hingegen, „das spezifisch Heppenheimische“ sei „nur Staffage“ gewesen, und missbilligt bei einem Rezensenten, „dass er den Dr. Wismar mit großem Nachdruck mit M. B. identifiziert, während die beiden nicht mehr miteinander gemein haben, als dass beide Juden sind und dass bei beiden die Schreibtischlampe bis spät in die Nacht hinein brennt“.
Es dauert dann fast 30 Jahre, bis der pensionierte Heppenheimer Bürgermeister Wilhelm Metzendorf mit einem Buch, das auch treffende Bilddokumente enthält, das Thema aufgreift. So ist der Wortlaut eines Briefes abgedruckt, den der Leiter der Odenwaldschule Paul Geheeb an den hessischen Landtagspräsidenten im März 1933 schrieb, worin er Übergriffe gegen sein Landschulheim anprangerte, die unter dem Vorwand der Kommunismusbekämpfung geschahen, tatsächlich aus einem haltlosen, privat persönlich begründeten Rachedurst kamen und zur Misshandlung eines Förderers der Schule führten. Sosehr die Motivation der Tat auf Heppenheim deutet, sosehr kommt als Vorbild für das am Strome gelegene moderne Landhaus als Tatort die Kölner Villa Stollwerck in Frage. Dort war der Industrielle und Kunstsammler Ottmar Strauß von 30 bewaffneten Nationalsozialisten überfallen worden und hatte die Hilfe eines Arztes nötig – der Vorfall war anschließend durch die Presse gegangen.
Nimmt der Überfall im Roman den Raum von einem von siebzig Kapiteln ein, wird hingegen in nur zwei Sätzen ein „Schwager Ewald“ erwähnt, dem als Resultat der geschilderten Flucht eines KP-Funktionärs ein Mercedes zufallen soll, trotz Bedenken, dass „der Schwager Doktor mit dem pompösen Fuhrwerk doch nicht bei seinen Bauern herumfahren kann“ (S. 29). Gemeint ist anscheinend die Verwandtschaft der Schwiegertochter der Autorin, Margarete Buber-Neumann. Jene hatte vor ihrer Scheidung in den 1920er-Jahren bei Bubers in Heppenheim gelebt und gewährt Einblicke dazu im ersten Band ihrer Autobiographie. Ein Kommunistenschicksal ist ihr Weg über Sowjet-Arbeitslager ins KZ Ravensbrück, wo ihr Schwager Bernhard Fleiß sie einerseits einfach durch Nachfrage – ihre Akte wird hervorgekramt, sie wird sichtbar – in Gefahr bringt, andererseits durch geschickt untergebrachte Informationen in Zusendungen später ihren Durchhaltewillen stärkt: „Mein Schwager, der von Beruf Arzt ist und selbst nach 1933 in Gefängnis und Konzentrationslager gewesen war, wusste was man einem Häftling zu schreiben hat. Er war ein Künstler im Trösten und brachte nicht nur mir die Lust zum Leben zurück, sondern auch mancher unter meinen Kameradinnen.“
Sie verbindet auch Willi Münzenberg, den „Propaganda-Chef der Kommunistischen Internationale für die westliche Welt“ mit dem Roman, der auf einer Reise vom Reichstagsbrand überrascht wird. Seine Lebensgefährtin ist Babette Gross: „Plötzlich fiel mir ein, dass nicht weit von Darmstadt entfernt der Schwiegervater meiner Schwester Margarete wohnte, der jüdische Religionsphilosoph Martin Buber. Vielleicht konnte er oder seine Frau uns raten. Ich kannte sie zwar nur flüchtig, aber wir beschlossen, nach Heppenheim zu fahren.“ Sie gelangten, wie im Roman geschildert, ins Saarland und anschließend nach Paris. Für Gross und den Chauffeur Emil Berger folgte ein Exil in Mexiko. Letzterer wurde 1946 Trauzeuge bei Gustav Reglers dritter Heirat.
Mit Darmstadt – im Roman ist ausschließlich von der „Hauptstadt“ die Rede – verbunden ist auch der Name von Ludwig Metzger, dort in der Nachkriegszeit Oberbürgermeister, Mitglied des Bundestags und aktiv in der Unterstützung Israels. Von ihm soll die Gestalt des Assessors „Justus German“ inspiriert sein. Einen Hinweis gibt ein Interview mit Bubers Sekretär Moritz Spitzer, abgedruckt in Haim Gordons Buch über den „anderen Martin Buber“. Und wenn vom „Söhnchen“ die Rede ist, das die Mutter „Tag und Nacht nicht von ihrer Seite“ ließ, ein „Schatten ihrer geheimen Angst hatte sich auch über das Kind gebreitet“, (S. 505) lässt Günther Metzger keinen Zweifel an dem Grund aufkommen: „Ich wurde sieben Tage vor Hitlers Machtergreifung geboren.“
Eine scharfe Ablehnung Hitlers, Beziehungen in die Niederlande und ein wirtschaftshistorisches Interesse lassen Otto Wolff als mögliches Vorbild für den in Kapitel 56 beschriebenen Stahlindustriellen erscheinen.
Rar gesät sind Informationen über Paula Buber-Winkler. Sieglinde Denzel und Susanne Naumann gelangen in ihrer Biographie zur Ansicht, sie entspreche „dem Urbild einer wahrhaft starken Frau“. Ihre Weiblichkeit sei elementar, erdhaft, unverbiegbar. „So wie die Frauengestalten, die die Dichterin Paula Winkler schafft.“

## Rezeption
Der Roman erschien erst 1953, hatte aber auch damals noch mit Schwierigkeiten zu kämpfen. So hieß es in einer Rezension von Werner Wirth in der Südhessischen Post vom 20. März 1954: „Es ist hier nicht der Platz genau abzuwägen, inwieweit Paula Buber von ihrer poetischen Lizenz mit Recht Gebrauch gemacht hat. Man muss doch einem Schriftsteller zugestehen, dass er nicht verpflichtet ist, alle Ereignisse und Personen mit äußerster Akribie wiederzugeben. Es erscheint mir aber, dass die Autorin von ihrem Recht sehr großzügig und manchmal zu weitgehend Gebrauch gemacht hat.“ Der Verleger Lambert Schneider sah Schwierigkeiten beim Absatz voraus: „Ich weiß, das Buch wird große Widerstände zu überwinden haben. Das hat nichts mit seiner Qualität zu tun. […] Man mag hier nicht lesen, was alles geschah, man mag an Schuld und Wiedergutmachung nicht denken, und das bekomme ich deutlich zu spüren.“

## Bibliographische Angaben
- Georg Munk (Pseudonym für Paula Buber): Muckensturm. Ein Jahr im Leben einer kleinen Stadt, Roman, Heidelberg 1953; 2. Auflage, mit einem Nachwort von Judith Buber Agassi, herausgegeben und kommentiert von Henriette Herwig und Johannes Waßmer bei: Lit, Berlin / Münster 2008, ISBN 978-3-8258-1757-2.